# Горская (Красноярский край)
Горская — деревня в Енисейском районе Красноярского края России. Входит в состав Верхнепашинского сельсовета.

## География
Деревня находится в юго-восточной части района, на берегу реки Мельничная, на расстоянии приблизительно 3 километров (по прямой) к югу от города Енисейска, административного центра района.
Абсолютная высота — 96 метров над уровнем моря.
Климат
Климат характеризуется как резко континентальный, с морозной продолжительной зимой. Средняя температура самого тёплого месяца (июля) составляет 24,4 °С (абсолютный максимум — 37 °С). Средняя температура самого холодного месяца (января) — −27,7 °С (абсолютный минимум — −59 °С). Среднегодовое количество атмосферных осадков составляет 460 мм. В тёплый период года (с апреля по октябрь) выпадает около 77 % осадков

## Население
| 2010 |
| ---- |
| 117  |

Национальный состав
Согласно результатам переписи 2002 года, в национальной структуре населения русские составляли 96 % из 139 чел.

## Инфраструктура
Было развито сельское хозяйство, находилась ферма по откорму молочных телят. В окрестностях деревни имелись большие пашенные и сенокосные угодья.

## Транспорт
Подходит автодорога 04Н-340 Енисейск — Горская (идентификационный номер 04 ОП МЗ 04Н-340).